# 291
Năm 291 là một năm trong lịch Julius. 